# Terme di Giunone

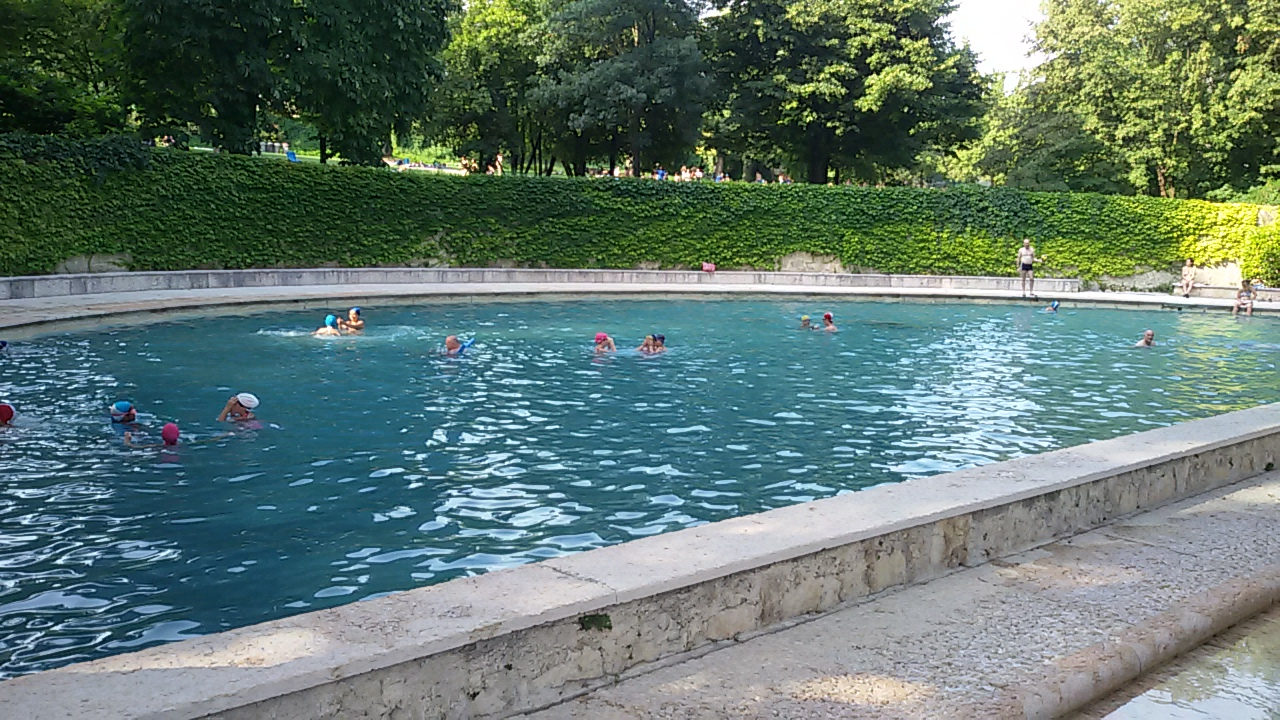
La vasca della Cavalla

Le terme di Giunone sono un complesso di sorgenti di acqua termale situate nel comune italiano di Caldiero, in Veneto.

## Territorio
Il comune di Caldiero, noto per le sue sorgenti da cui scaturiscono le acque termali delle terme, è situato ai piedi del Monte Rocca a 18 km ad est da Verona. Si trova allo sbocco della Val d'Illasi e sulla riva sinistra dell'Adige.
L'antico toponimo Calidarium (stabilito in epoca romana), dal quale deriva il nome Caldiero, si riferisce alle caratteristiche termali e alle proprietà delle acque.

## Storia

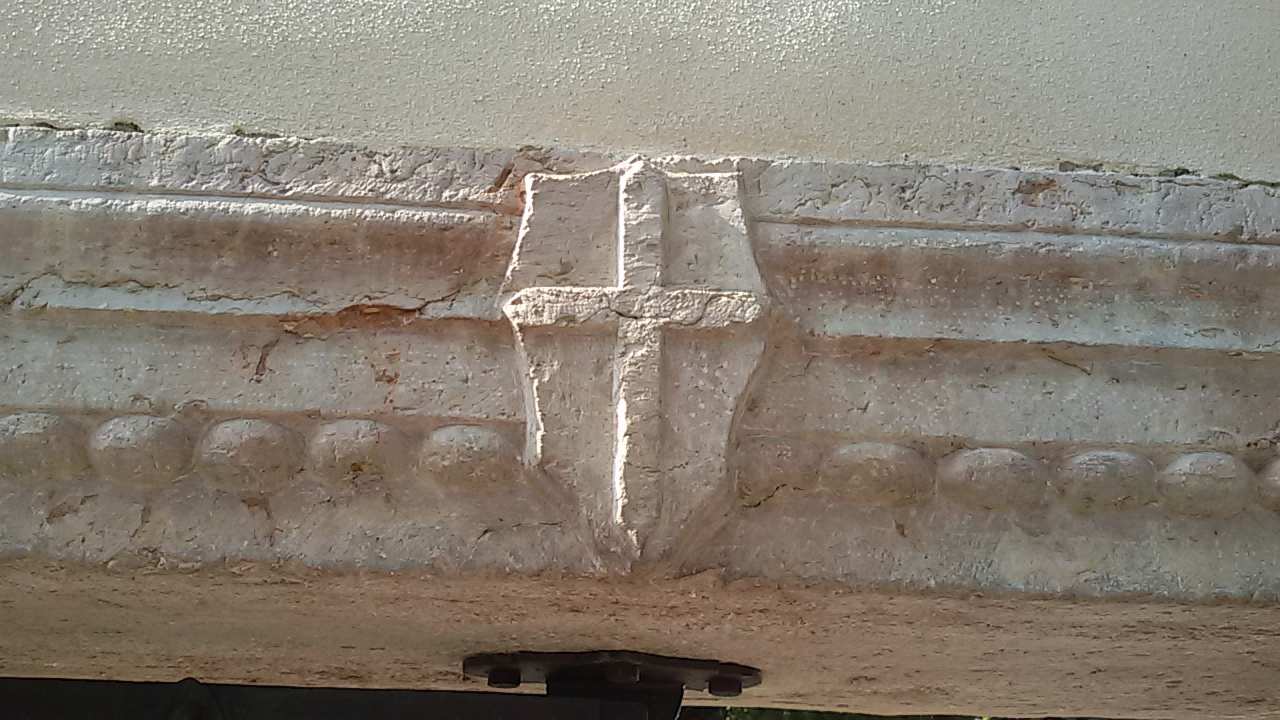
Stemma del comune di Verona all'ingresso della Sorgente termale Brentella

La storia delle terme risale all'epoca romana, quando le acque termali erano già conosciute per le loro proprietà terapeutiche. Le terme prendono il nome dalla divinità romana Giunone, associata alla fertilità e alla maternità, principi di purezza associati alle acque di Caldiero. Un'epigrafe attesterebbe la presenza di un tempio dedicato alla dea della fecondità fatto costruire dal console Sesto Petronio Probo. Ritrovamenti di suppellettili romane nelle vasche (una pinzetta di rame ed un cucchiaio di bronzo) testimoniano l'utilizzo delle acque termali già dal I secolo d.C.
Si ritiene che i Romani abbiano costruito le prime strutture balneari in questa zona. Durante il Medioevo, la frequentazione delle terme diminuì notevolmente, poiché giudicate immorali dalla dottrina cristiana, ma le acque continuarono ad essere utilizzate localmente per macerare il lino. Durante il Rinascimento vi fu un rinnovato interesse per le conoscenze romane e le terme tornarono a essere maggiormente valorizzate. Tuttavia, solo nel XV secolo con la dominazione Veneziana, si attestano i primi documenti dell'uso terapeutico delle acque di Caldiero.
Tra il XIX e XX secolo, con l'avvento del turismo, le Terme di Giunone conobbero una nuova fase di sviluppo, con la costruzione di nuove strutture moderne. Nel 1992, il Ministero della Sanità riconobbe ufficialmente le proprietà terapeutiche delle acque.

## Fonte termale

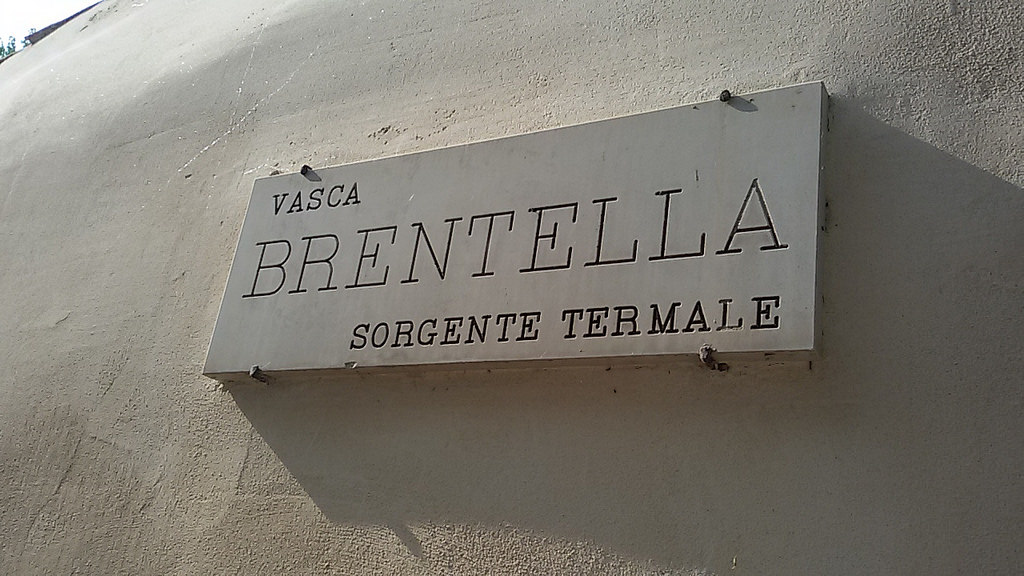
Iscrizione Vasca Brentella alle terme di Giunone di Caldiero

La fonti del complesso delle terme di Giunone sono la sorgente Brentella e la Cavalla. La sorgente, tramite alcune polle, sgorga a 27 °C a pH: 7,4 con una portata di 5 lt/s alimenta la vasca termale detta Brentella perfettamente circolare dal diametro di 16,60 m. e profonda 2,20 m.
Nel 1537 vennero completati i lavori di costruzione della cinta muraria e dei cinque gradini di marmo che circondano la vasca.
Nel 1851 ulteriori lavori di manutenzione hanno rimosso l'anello inferiore dei gradini, nel 1909 è stato perforato il fondo della vasca per realizzare un pozzo che alimenta in parte la vicina vasca Cavalla. Fino agli anni '80 la fonte era dotata di una serie di spogliatoi interni, costruiti sul camminamento ai bordi della vasca, demoliti nel corso di un restauro per restituire l'aspetto originale all'opera.

## Vasche

### Vasca della Brentella

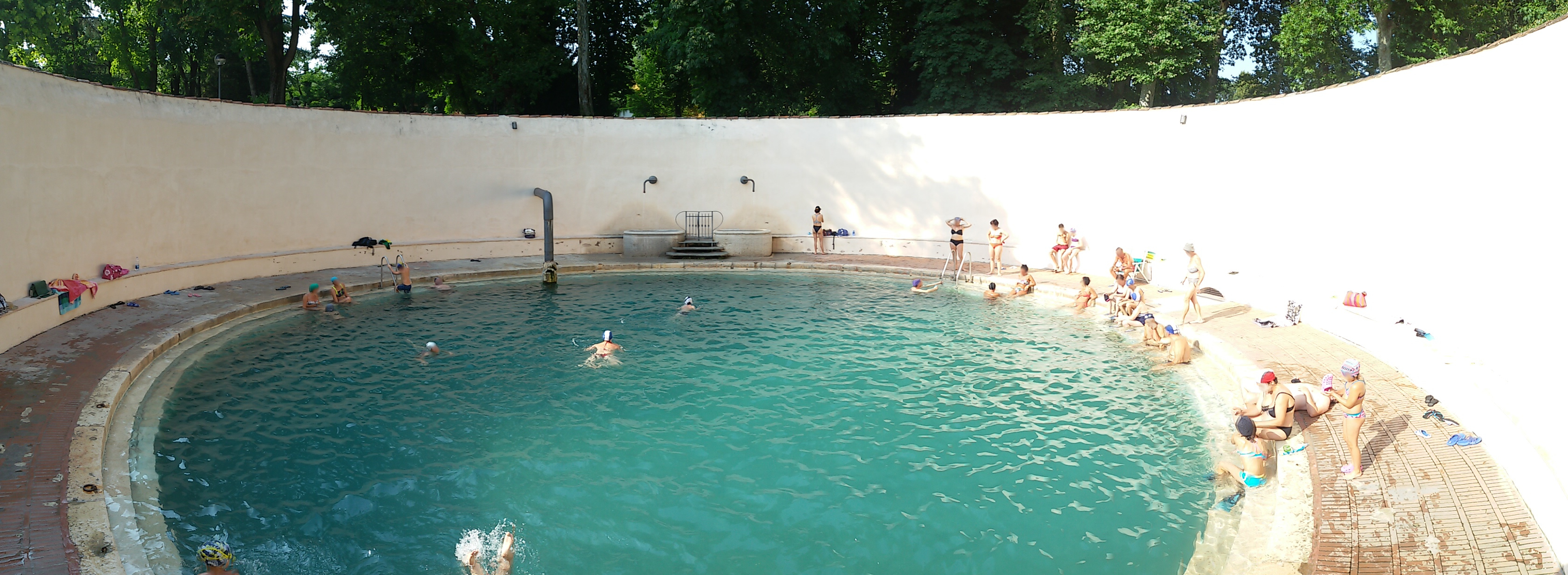

La vasca termale, che si estende per una superficie di circa 300 mq, rappresenta una delle poche testimonianze di terme rinascimentali. Circondata da un muro di cinta di circa 4 m di altezza, alcuni gradini in marmo circondano l'intero perimetro della vasca e ne facilitano l'ingresso.

### Vasca della Cavalla
La vasca ha una forma a mezzaluna ed occupa una superficie di circa 700 mq. È una delle vasche più grandi e storiche del parco termale, tanto che è alimentata da numerose piccole polle naturali, tra cui la sorgente Brentella e altre sorgenti termali con una temperatura costante trai 25 e 27°C.
La vasca è circondata da un boschetto antico, centenario, formato da enormi platani, ippocastani, tassi e altre piante secolari.